# Hartmut Weyel
Hartmut Weyel (* 17. Februar 1942 in Haiger) ist ein deutscher Theologe, Autor und Pastor im Ruhestand des Bundes Freier evangelischer Gemeinden in Deutschland.

## Biografie
Weyel stammt als fünftes Kind des Fabrikanten Walter Weyel und seiner Ehefrau Helene Weyel geb. Rompf aus einer kinderreichen Unternehmerfamilie, die in der didaktischen Ausstattung von Schulen und Universitäten tätig war. Seit Generationen ist seine Familie im Bund Freier evangelischer Gemeinden (FeG) engagiert, den sie nicht nur finanziell unterstützt, sondern auch personell, indem beispielsweise zwei Söhne der Familie (Martin und Hartmut Weyel) dort als Pastoren tätig waren und andere Familienmitglieder in leitenden Aufgaben von Gemeinde und Bund.
Nachdem Weyel zunächst die Ausbildung zum Ingenieur angestrebt hatte, entschied er sich 1960 aufgrund einer inneren Berufung zum Studium der evangelischen Theologie, zunächst am Theologischen Seminar des Bundes FeG (heute Theologische Hochschule Ewersbach) in Dietzhölztal-Ewersbach und danach an den Universitäten in Hamburg und Marburg. Zum 1. Januar 1970 begann er seinen Pastorendienst in der FeG Opladen (heute Leverkusen-Opladen) und Burscheid, danach in Wuppertal-Barmen, wo 1854 die erste Freie evangelische Gemeinde in Deutschland entstanden war, anschließend (1989) in Berlin und seit 2000 in Brühl (Rheinland), wo er 2005 in den Ruhestand ging.
Neben seiner Pastorentätigkeit war er seit 1987 lange Jahre als Beauftragter der FeG für Kriegsdienstverweigerer und Zivildienstleistende bundesweit tätig sowie als diesbezüglicher Vertreter der Vereinigung Evangelischer Freikirchen (VEF) im Beirat der Evangelischen Kirche in Deutschland (EKD). Von 1977 bis 2013 leitete er nebenberuflich als Vorsitzender und Geschäftsführer die Koinonia-Stiftung (Stiftung für Begegnung und christliche Sozialarbeit) mit den Schwerpunkten Begegnungszentrum Haus Koinonia in Beckingen (Saarland) und das Entwicklungshilfeprojekt Koinonia-Hilfswerk für Eritrea.
Seit seinem Studium widmete er sich neben sozialpolitischen und friedensethischen Fragen besonders der Ekklesiologie und Kirchengeschichte, vorwiegend auf dem Hintergrund seiner freikirchlichen Herkunft und Identität. Dazu veröffentlichte er zahlreiche Beiträge in Zeitschriften und Lexika sowie fünf Bände in der Reihe Geschichte und Theologie der Freien evangelischen Gemeinden (GuTh).
In Anerkennung seiner Verdienste um die Theologie und Geschichte der Freien evangelischen Gemeinden wurde ihm 2011 der Neviandt-Preis verliehen.
Weyel ist seit 1965 verheiratet und hat vier Kinder.

## Veröffentlichungen
- Vom Wandergewerbe zum modernen Industriebetrieb 1924–1974. Die Entwicklung eines Familienunternehmens der Schuleinrichtungsbranche. (Weyel KG), Witten 1974.
- Als Gemeinde unterwegs. 100 Jahre Freie evangelische Gemeinde Haiger und Umgebung. Haiger 1976.
- Als Gemeinde unterwegs – 125 Jahre Freie evangelische Gemeinde Barmen und Elberfeld. In: Der Gärtner. 46/1979, Witten 1979, S. 728–731.
- 50 Jahre unbewältigte Vergangenheit? Die Freien evangelischen Gemeinden nach der Machtergreifung des Nationalsozialismus. In: Der Gärtner. 5–9/1983, S. 70 ff.
- Luther und die freikirchliche Gemeindebewegung. In: Der Gärtner. 50–52/1983, S. 798ff.
- Die Freien evangelischen Gemeinden im Windschatten des Kirchenkampfes? In: Der Gärtner. 19–22/1984, S. 308ff.
- Der Christ und der Staat. Zwischen Gehorsam und Widerstand. In: Der Gärtner. 16/1985, S. 258–259.
- Die Geschichte der Gemeinde - Die Gemeinde in der Geschichte. In: W. Dietrich (Hrsg.): Ein Act des Gewissens. Geschichte und Theologie der Freien evangelischen Gemeinden. Band 1, Bundes-Verlag, Witten 1988, S. 29–37.
- Kirchliche und staatliche Reaktionen auf die Gründung der ersten Freien evangelischen Gemeinde. In: W. Dietrich (Hrsg.): Ein Act des Gewissens. Geschichte und Theologie der Freien evangelischen Gemeinden. Band 2, Witten 1988, S. 137–168.
- Frieden. Eine biblische Standortbestimmung zu einem heiß umstrittenen Thema. In: Punkt. 4/88, Witten 1988, S. 4–6.
- Kriegsdienstverweigerung aus Gewissensgründen. In: Punkt. 5/1993, Witten 1993, S. 18–21.
- Befreit zum Handeln. Die gesellschaftspolitische Verantwortung der Christen. In: Christsein Heute. 22–23/95, Witten 1995, S. 646–649 und 712–714.
- So stell’ ich mir Gemeinde vor. Kennzeichen der Gemeinde Jesu Christi. Biblische Strukturen und modernes Profil. Brunnen Verlag, Gießen 1997, ISBN 978-3-7655-1108-0.
- „Pax optima rerum“ – Ist der Pazifismus die Konsequenz biblisch-theologischer Friedensethik? In: Freikirchenforschung. 8/1998, Münster 1998.
- Typisch FeG. Der Versuch, Gemeinde gemäß der Bibel und zeitgemäß zu gestalten. In: Christsein Heute. 8/1999, S. 228–231.
- Einzelgemeinde und Bund. Eine offene Beziehung in der Geschichte Freier evangelischer Gemeinden. In: Theologisches Gespräch 2001. Beiheft 2, Kassel 2001, S. 69–99.
- „Mit uns hat der Glaube nicht angefangen“. Berlin-Brandenburger Kirchengeschichte im Schnelldurchgang. In: „Mit uns hat der Glaube nicht angefangen“. Wie die Freikirchen in Berlin begonnen haben. hg. vom Ökumenisch-missionarischen Institut des Ökumenischen Rates Berlin-Brandenburg, WDL-Verlag, Berlin 2001, S. 11–38.
- Einzelgemeinde und Gesamtgemeinde – Neutestamentliche und systematische Aspekte der Beziehung zwischen Gemeinde und Gemeindebund. In: Theologisches Gespräch 2003. Heft 1, Kassel 2003, S. 13–19.
- Friedensethik zwischen „gerechtem Krieg“ und „gerechtem Frieden“. In: Freikirchenforschung. 13/2003, Münster 2003, S. 226–241.
- „Dass es KZ gab, wusste jeder“. Freie evangelische Gemeinden und die sogenannte ‚Judenfrage‘ im Dritten Reich. In: Christsein Heute. 8/2006, S. 16–19.
- Der Kirchenkampf und die FeG. In: Christsein Heute. 5/2009, S. 50–53.
- Zukunft braucht Herkunft. Lebendige Porträts aus der Geschichte und Vorgeschichte der Freien evangelischen Gemeinden. Band I, GuTh 5.5/1, SCM Bundes-Verlag, Witten 2009, 2. Auflage 2014, ISBN 978-3-933660-66-4.
- Samuel, Jacob Otto (1887-1960). In: Biographisch-Bibliographisches Kirchenlexikon. Band XXXI (2010) Sp. 1172–1179
- Zukunft braucht Herkunft. Lebendige Porträts aus der Geschichte und Vorgeschichte der Freien evangelischen Gemeinden. Band II, GuTh 5.5/2, SCM Bundes-Verlag, Witten 2010, ISBN 978-3-933660-03-9.
- Rochat, Auguste (1789-1847). In: Biographisch-Bibliographisches Kirchenlexikon. Band XXXI (2010), Sp. 1124–1131
- Zwischen antisemitischen Verwerfungen und heilsgeschichtlichen Perspektiven. Die Freien evangelischen Gemeinden und die „Judenfrage“ im Dritten Reich. In: Daniel Heinz (Hrsg.): Freikirchen und Juden im »Dritten Reich«. Instrumentalisierte Heilsgeschichte, antisemitische Vorurteile und verdrängte Schuld. Göttingen 2011, S. 183–214.
- Zukunft braucht Herkunft. Lebendige Porträts aus der Geschichte und Vorgeschichte der Freien evangelischen Gemeinden. Band III, GuTh 5.5/3, SCM Bundes-Verlag, Witten 2011, ISBN 978-3-86258-011-8.
- Geschichte des Bundes Freier Evangelischer Gemeinden in Deutschland. In: J. Demandt (Hrsg.): Freie Evangelische Gemeinden. Die Kirchen der Gegenwart. 4, Bensheimer Hefte 114, Göttingen 2012, S. 14–34.
- Evangelisch und frei. Geschichte des Bundes Freier evangelischer Gemeinden in Deutschland. GuTh 5.6, SCM Bundes-Verlag, Witten 2013. ISBN 978-3-86258-020-0.
- „Wer darf am Abendmahl teilnehmen?“ Die Abendmahlsfrage in der Geschichte der Freien evangelischen Gemeinden. In: Christsein Heute. 5/2013, Witten 2013, S. 18–21.
- Anspruch braucht Widerspruch. Die Freien evangelischen Gemeinden vor und im „Dritten Reich“. GuTh 5.7, SCM Bundes-Verlag, Witten 2016 ISBN 978-3-86258-053-8.
- Von der Monarchie zur Demokratie. Wie Freie evangelische Gemeinden den 9. November 1918 erlebten. In: Christsein Heute. 11/2018, S. 22–24.
- Eduard Grafe (1855–1922). Theologie zwischen biblischer Überlieferung und historischer Kritik. In: Theologisches Gespräch. 43/2019, Heft 3, Kassel 2019, S. 107–128.
- Wer ist das auserwählte Volk Gottes? Freie evangelische Gemeinden im Streit um Israel. In: Freikirchenforschung. 28, 2019, Münster 2019, S. 152–164.
- Millard, Jakob (1860-1938). In: Biographisch-Bibliographisches Kirchenlexikon. Band XLII, 2021, Sp. 978–983,
- Vinet Alexandre (1797–1847). In: Biographisch-Bibliographisches Kirchenlexikon. Band XLII, 2021, Sp. 1461–1469.
- Freie evangelische Gemeinde – Eine Gewissensentscheidung? Teile 1–3. In: Christsein Heute. 2–4/2022, S. 20–22, S. 55–57, S. 34–36.
- Eduard Riggenbach (1861–1927). In: Biographisch-Bibliographisches Kirchenlexikon, Bd. XLVI, 2023, Sp. 1131–1134.
- Ernst Gilgen (1889–1975). In: Biographisch-Bibliographisches Kirchenlexikon, Bd. XLVI, 2023, Sp. 549–553.
- Paul Ernst Ruppel (1913–2006). In: Biographisch-Bibliographisches Kirchenlexikon. , Bd. XLVI, 2023, Sp. 1140–1146.

| Personendaten    | Personendaten                        |
| ---------------- | ------------------------------------ |
| NAME             | Weyel, Hartmut                       |
| KURZBESCHREIBUNG | deutscher Theologe, Autor und Pastor |
| GEBURTSDATUM     | 17. Februar 1942                     |
| GEBURTSORT       | Haiger                               |